# Prenestino-Labicano
Prenestino-Labicano är Roms sjunde quartiere och har beteckningen Q. VII. Namnet Prenestino-Labicano kommer av Via Prenestina och Via Labicana. Quartiere Prenestino-Labicano bildades år 1921.

## Kyrkobyggnader
- San Barnaba
- Sant'Elena
- San Gerardo Maiella
- San Leone I
- San Luca a Via Prenestina
- Santi Marcellino e Pietro ad Duas Lauros
- Santa Maria Madre della Misericordia
- Santa Maria Mediatrice alla Borgata Gordiani
- Santissimo Sacramento a Tor de' Schiavi

## Övrigt
- Eurysaces gravmonument
- Porta Maggiore
- Underjordiska basilikan, Porta Maggiore
- Marcellinus och Petrus katakomber
- Helenas mausoleum

## Bilder
| - San Barnaba. - San Luca a Via Prenestina. - Santi Marcellino e Pietro ad Duas Lauros. - Santissimo Sacramento a Tor de' Schiavi. - Eurysaces gravmonument. |